# 해롤드 프루엣
해롤드 프루엣(Harold Pruett, 1969년 4월 13일 ~ 2002년 2월 21일)은 미국의 배우, 텔레비전 배우이다.
앵커리지에서 태어났으며 로스앤젤레스에서 사망하였다. 할리우드 포에버 공동묘지에 매장되었다.

## 영화
- 퍼펙트 걸 (1996년)
- 프레셔스 2049 (1996년)
- 뱀파이어 (1995년)
- 분노의 파도 (1990년)
- 아웃사이더 (1990년)
- 최후의 생존자 (1988년)
- 썸머 캠프 나이트메어 (1987년)